# Hiéroglyphe égyptien M7
La branche de palmier sur natte, en hiéroglyphes égyptiens, est classifiée dans la  section M « Arbres et plantes » de la liste de Gardiner ; cet hiéroglyphe y est noté M7.

## Représentation
Il représente la combinaison d'un rachis de palme entaillé pour servir de décompte des années (hiéroglyphe M4) et d'une natte étalée sur le sol (hiéroglyphe Q1). Il est translittéré rnpj ou rnp.

## Utilisation
| M4 |

| M4 |

| Q3 |

| Q3 |

| Q3 |

| Q3 |

| r · n | M7 |

| r · n | M7 |

| r · n | p | i | M7 | A17 | Y1V |

| r · n | p | i | M7 | A17 | Y1V |